# Cerkiew Kazańskiej Ikony Matki Bożej w Kyzyłordzie
Cerkiew Kazańskiej Ikony Matki Bożej – prawosławna cerkiew w Kyzyłordzie, w jurysdykcji eparchii aktobskiej Metropolitalnego Okręgu Rosyjskiego Kościoła Prawosławnego w Republice Kazachstanu.

## Historia
Cerkiew prawosławna w miejscowości działała od 1855, jednak przez pierwsze osiem lat była to świątynia przenośna, w namiocie. W 1868 zastąpiono ją świątynią z surowej cegły, którą w 1868 zniszczyły deszcze. W tym samym roku zbudowano kolejną cerkiew, także z surowej cegły, ale z blaszanym dachem i na fundamencie z cegły palonej. Obiekt ten funkcjonował do momentu zakończenia budowy nowej świątyni. Następnie został rozebrany, jednak miejsce po nim upamiętniono poprzez wzniesienie czasowni (nie przetrwała).
Wznoszenie obszerniejszej świątyni trwało od 1890 do 1896. Autorem projektu obiektu był miejscowy architekt Jesakow, zaś pracami budowlanymi kierował inżynier Kalinin. Budowa obiektu kosztowała 35 tys. rubli, z czego 1/6 pochodziła ze składek mieszkańców, pozostałą zaś część przekazano z budżetu państwa. Gotową cerkiew, wzniesioną z żółtej palonej cegły, poświęcono 6 grudnia 1896. Cerkiew podlegała początkowo prawosławnemu duszpasterstwu wojskowemu, miejscowej eparchii turkiestańskiej.
Świątynia pozostawała czynna do połowy lat 30. XX wieku. Następnie rozmieszczono w niej punkt przyjmowania skazanych na przymusowe osiedlenie. Po jego zamknięciu dawna cerkiew mieściła obserwatorium, a następnie obwodowe muzeum krajoznawcze. Zostało ono w 1982 przeniesione do innego budynku, a dawną świątynię uznano za zabytek o znaczeniu republikańskim, jednak nie podjęto w niej prac konserwatorskich i pozostawiono bez zagospodarowania.
Rosyjski Kościół Prawosławny odzyskał obiekt na mocy decyzji miejskiego komitetu wykonawczego w maju 1989. Remont budynku odbywał się z ofiar parafian. Z pierwotnego wyposażenia obiektu przetrwała część utensyliów oraz kilka ikon, w tym jedna należąca pierwotnie do oddziału Kozaków orenburskich. Zniszczeniu uległa większość fresków na ścianach obiektu. Z powodu braku opisów ich pierwotnego wyglądu nie było możliwe ich odtworzenie, na ich miejscu powstały zupełnie nowe malowidła wykonane przez kazachskich malarzy.